# 1126
Il 1126 (MCXXVI in numeri romani) è un anno  del XII secolo.

## Eventi
- 25 gennaio - Viene combattuta la battaglia di Marj al-Suffar tra un esercito crociato condotto da Baldovino II di Gerusalemme e il regno selgiuchide di Damasco governato dall'atabeg Toghtigin; i Crociati sconfiggono l'esercito musulmano sul campo ma non riescono a conseguire il loro obiettivo, che era la conquista di Damasco.
- primavera inoltrata - Firenze conquista dopo lunghi anni di tentativi Fiesole e il Vescovo-Conte di Fiesole fugge e si ritira nei suoi possedimenti di Castiglioni (oggi nel comune di Rufina).
- 25 luglio - in occasione della festività di san Giacomo maggiore che ricorre di domenica si effettua il primo anno giubilare giacobeo, così come era indetto da papa Callisto II nel 1122.
- 17 agosto - il vescovo abate Maurizio di Catania va incontro ai soldati Giliberto e Goselino e riceve nel castello di Aci le reliquie di sant'Agata che nel 1040 erano state trafugate da Catania dal generale bizantino Maniace e portate a Costantinopoli.
- ottobre - sotto la protezione di Guglielmo, terzo Duca di Puglia, gli amministratori di Amalfi stipulano un proficuo accordo commerciale con Pisa per collaborare nella tutela dei comuni interessi nel Tirreno.
- a conclusione della Guerra tra Venezia e Bisanzio l'imperatore bizantino Giovanni II Comneno emana la Crisobolla, un importante editto che amplia i privilegi commerciali del Ducato di Venezia nei territori dell'impero, in cambio della restituzione da parte di Venezia delle isole sottratte all'impero.
- Norberto di Prémontré, fondatore dell'ordine dei Canonici Regolari Premostratensi, viene eletto arcivescovo di Magdeburgo.
- Piacenza diventa libero Comune.

## Nati
- 14 aprile - Averroè, filosofo, medico e matematico arabo († 1198)
- 28 novembre - Michele il Siro, vescovo cristiano orientale e scrittore siro († 1199)
- Giovanni Ducas, generale bizantino († 1200)
- Enrico I di Champagne, conte († 1181)
- Ibn al-Jawzi, giurista, teologo e storico arabo († 1201)
- Abu Madyan Shu'ayb, spagnolo († 1197)
- Sibilla di Borgogna, regina († 1151)

## Morti
- 8 marzo - Urraca di Castiglia, regina
- 28 maggio - Olrico da Corte, arcivescovo cattolico italiano
- 14 giugno - Ugo I di Champagne, conte
- 13 luglio - Cecilia di Normandia, nobile normanna
- 1º settembre - Świętosława di Polonia, nobile polacca
- 26 novembre - Aq Sunqur al-Bursuqi, militare e funzionario turco
- 13 dicembre - Enrico IX di Baviera, nobile tedesco (n. 1075)
- 29 dicembre - Wulfhilde di Sassonia, nobile tedesca (n. 1072)
- Abu Nasr Ahmad ibn Fadl
- Eccheardo d'Aura, abate tedesco
- Edgardo Atheling, re (n. 1051)
- Eremburga del Maine, contessa
- Ahmad Ghazali, teologo persiano
- Ragnvald Knaphövde, re svedese (n. 1100)

## Calendario
| Calendario 1126 | Calendario 1126 | Calendario 1126 | Calendario 1126 | Calendario 1126 | Calendario 1126 | Calendario 1126 | Calendario 1126 | Calendario 1126 | Calendario 1126 | Calendario 1126 | Calendario 1126 | Calendario 1126 | Calendario 1126 | Calendario 1126 | Calendario 1126 | Calendario 1126 | Calendario 1126 | Calendario 1126 | Calendario 1126 | Calendario 1126 | Calendario 1126 | Calendario 1126 | Calendario 1126 | Calendario 1126 | Calendario 1126 | Calendario 1126 | Calendario 1126 | Calendario 1126 | Calendario 1126 | Calendario 1126 | Calendario 1126 | Calendario 1126 |
| --------------- | --------------- | --------------- | --------------- | --------------- | --------------- | --------------- | --------------- | --------------- | --------------- | --------------- | --------------- | --------------- | --------------- | --------------- | --------------- | --------------- | --------------- | --------------- | --------------- | --------------- | --------------- | --------------- | --------------- | --------------- | --------------- | --------------- | --------------- | --------------- | --------------- | --------------- | --------------- | --------------- |
|                 | 1               | 2               | 3               | 4               | 5               | 6               | 7               | 8               | 9               | 10              | 11              | 12              | 13              | 14              | 15              | 16              | 17              | 18              | 19              | 20              | 21              | 22              | 23              | 24              | 25              | 26              | 27              | 28              | 29              | 30              | 31              |                 |
| Gennaio         | Ve              | Sa              | Do              | Lu              | Ma              | Me              | Gi              | Ve              | Sa              | Do              | Lu              | Ma              | Me              | Gi              | Ve              | Sa              | Do              | Lu              | Ma              | Me              | Gi              | Ve              | Sa              | Do              | Lu              | Ma              | Me              | Gi              | Ve              | Sa              | Do              |                 |
| Febbraio        | Lu              | Ma              | Me              | Gi              | Ve              | Sa              | Do              | Lu              | Ma              | Me              | Gi              | Ve              | Sa              | Do              | Lu              | Ma              | Me              | Gi              | Ve              | Sa              | Do              | Lu              | Ma              | Me              | Gi              | Ve              | Sa              | Do              |                 |                 |                 |                 |
| Marzo           | Lu              | Ma              | Me              | Gi              | Ve              | Sa              | Do              | Lu              | Ma              | Me              | Gi              | Ve              | Sa              | Do              | Lu              | Ma              | Me              | Gi              | Ve              | Sa              | Do              | Lu              | Ma              | Me              | Gi              | Ve              | Sa              | Do              | Lu              | Ma              | Me              |                 |
| Aprile          | Gi              | Ve              | Sa              | Do              | Lu              | Ma              | Me              | Gi              | Ve              | Sa              | Do              | Lu              | Ma              | Me              | Gi              | Ve              | Sa              | Do              | Lu              | Ma              | Me              | Gi              | Ve              | Sa              | Do              | Lu              | Ma              | Me              | Gi              | Ve              |                 |                 |
| Maggio          | Sa              | Do              | Lu              | Ma              | Me              | Gi              | Ve              | Sa              | Do              | Lu              | Ma              | Me              | Gi              | Ve              | Sa              | Do              | Lu              | Ma              | Me              | Gi              | Ve              | Sa              | Do              | Lu              | Ma              | Me              | Gi              | Ve              | Sa              | Do              | Lu              |                 |
| Giugno          | Ma              | Me              | Gi              | Ve              | Sa              | Do              | Lu              | Ma              | Me              | Gi              | Ve              | Sa              | Do              | Lu              | Ma              | Me              | Gi              | Ve              | Sa              | Do              | Lu              | Ma              | Me              | Gi              | Ve              | Sa              | Do              | Lu              | Ma              | Me              |                 |                 |
| Luglio          | Gi              | Ve              | Sa              | Do              | Lu              | Ma              | Me              | Gi              | Ve              | Sa              | Do              | Lu              | Ma              | Me              | Gi              | Ve              | Sa              | Do              | Lu              | Ma              | Me              | Gi              | Ve              | Sa              | Do              | Lu              | Ma              | Me              | Gi              | Ve              | Sa              |                 |
| Agosto          | Do              | Lu              | Ma              | Me              | Gi              | Ve              | Sa              | Do              | Lu              | Ma              | Me              | Gi              | Ve              | Sa              | Do              | Lu              | Ma              | Me              | Gi              | Ve              | Sa              | Do              | Lu              | Ma              | Me              | Gi              | Ve              | Sa              | Do              | Lu              | Ma              |                 |
| Settembre       | Me              | Gi              | Ve              | Sa              | Do              | Lu              | Ma              | Me              | Gi              | Ve              | Sa              | Do              | Lu              | Ma              | Me              | Gi              | Ve              | Sa              | Do              | Lu              | Ma              | Me              | Gi              | Ve              | Sa              | Do              | Lu              | Ma              | Me              | Gi              |                 |                 |
| Ottobre         | Ve              | Sa              | Do              | Lu              | Ma              | Me              | Gi              | Ve              | Sa              | Do              | Lu              | Ma              | Me              | Gi              | Ve              | Sa              | Do              | Lu              | Ma              | Me              | Gi              | Ve              | Sa              | Do              | Lu              | Ma              | Me              | Gi              | Ve              | Sa              | Do              |                 |
| Novembre        | Lu              | Ma              | Me              | Gi              | Ve              | Sa              | Do              | Lu              | Ma              | Me              | Gi              | Ve              | Sa              | Do              | Lu              | Ma              | Me              | Gi              | Ve              | Sa              | Do              | Lu              | Ma              | Me              | Gi              | Ve              | Sa              | Do              | Lu              | Ma              |                 |                 |
| Dicembre        | Me              | Gi              | Ve              | Sa              | Do              | Lu              | Ma              | Me              | Gi              | Ve              | Sa              | Do              | Lu              | Ma              | Me              | Gi              | Ve              | Sa              | Do              | Lu              | Ma              | Me              | Gi              | Ve              | Sa              | Do              | Lu              | Ma              | Me              | Gi              | Ve              |                 |